# Bernardo Ruiz
Bernardo Ruiz Navarrete (Orihuela, 8 gennaio 1925 – Orihuela, 14 agosto 2025) è stato un ciclista su strada e dirigente sportivo spagnolo.
Professionista tra il 1945 e il 1958, vinse la Vuelta a España nel 1948. Dopo il ritiro fu direttore sportivo del team Faema. 

## Carriera
Corse per numerose società ciclistiche, accasandosi di volta in volta per le differenti competizioni con la U.D. Sans Alas Color, la Fiorelli, la La Perle, la Torpado, la Welter, la Ideor, la Splendid, la Ignis e la Faema, distinguendosi soprattutto nelle grandi corse a tappe. Ciclista completo e dotato di buono spunto in salita, fu tre volte campione nazionale (1946, 1948 e 1951) e vinse la Vuelta a España nel 1948. Tra le altre principali affermazioni figurano due tappe al Tour de France nel 1951, una al Giro d'Italia nel 1955 e quattro alla Vuelta a España.

## Palmarès
- 1945

Campionati spagnoli, Prova in linea indipendenti
Classifica generale Volta Ciclista a Catalunya
- 1946 (U.D. Sans - Minaco, due vittorie)

7ª tappa Volta Ciclista a Catalunya (Tortosa > Tarragona)
Campionati spagnoli, Prova in linea
- 1947 (U.D. Sans - Minaco, cinque vittorie)

2ª tappa, 1ª semitappa Grand Prix de Cataluña (Barcellona > Terrassa)
3ª tappa Grand Prix de Cataluña (Vilafranca del Penedès > Manresa)
4ª tappa Vuelta a Levante (Gandia > Orihuela)
5ª tappa Vuelta a Levante (Orihuela > Alcoy)
Classifica generale Vuelta a Burgos
- 1948 (Agris Radio, otto vittorie)

Campionati spagnoli, Prova in linea
1ª tappa Vuelta a España (Madrid > Madrid, cronometro)
4ª tappa Vuelta a España (Granada > Murcia)
12ª tappa Vuelta a España (San Sebastián > Bilbao)
Classifica generale Vuelta a España
2ª tappa Grand Prix Marca (Logroño > Eibar)
1ª tappa Vuelta a Mallorca
Classifica generale Vuelta a Mallorca
- 1949 (Fiorelli/Peugeot - Dunlop, una vittoria)

3ª tappa Grand Prix de Cataluña (Vic > Manresa)
- 1950 (Peugeot - Dunlop, tre vittorie)

4ª tappa Volta Ciclista a Catalunya (Reus > Andorra la Vella)
8ª tappa, 2ª semitappa Vuelta a España (Tudela > Saragozza)
Clásica a los Puertos de Guadarrama
- 1951 (La Perle - Hutchinson, nove vittorie)

Campionati spagnoli, Prova in linea
1ª tappa Barcellona-Pamplona (Barcellona > Saragozza)
Classifica generale Barcellona-Pamplona
3ª tappa Tour de Romandie (Genève > Porrentruy)
10ª tappa Tour de France (Clermont-Ferrand > Brive-la-Gaillarde)
21ª tappa Tour de France (Briançon > Aix-les-Bains)
10ª tappa Volta Ciclista a Catalunya (Lérida > Vilanova y Geltrú)
Classifica generale Vuelta a Castilla
Clásica a los Puertos de Guadarrama
- 1952 (La Perle - Hutchinson/Torpado, due vittorie)

5ª tappa Vuelta a Castilla (Zamora > Salamanca)
5ª tappa  Vuelta a Mallorca
- 1954 (La Perle - Hutchinson/Ideor, otto vittorie)

2ª tappa Barcelona - Salomo (Salomo > Salomo)
1ª tappa Vuelta a Tarragona (Tarragona > Amposta)
Classifica generale Vuelta a Tarragona
1ª tappa, 2ª semitappa Vuelta a Pontevedra (Pontevedra > Estrada)
Classifica generale Vuelta a Pontevedra
4ª tappa Vuelta a Asturias (Sama > Arriondas)
Classifica generale Vuelta a Asturias
2ª tappa Vuelta a Levante (Vinaròs > Algemesí)
- 1955 (Splendid - D'Alessandro, due vittorie)

10ª tappa Giro d'Italia (Roma > Roma)
4ª tappa Euskal Bizikleta (Bilbao > Eibar)
- 1957 (Faema - Guerra, una vittoria)

Classifica generale Vuelta a Levante
- 1958 (Faema - Guerra, tre vittorie)

GP Pascuas
3ª tappa Vuelta al Sureste Español
Classifica generale Vuelta al Sureste Español

### Altri successi
- 1946 (U.D. Sans - Minaco)

3ª tappa Circuito Ribera del Jalón
Trofeo Jaumendreu
- 1947 (U.D. Sans - Minaco)

Classifica scalatori Vuelta a Levante
- 1948 (Agris Radio)

Classifica scalatori Vuelta a España
- 1950 (Peugeot - Dunlop)

Trofeo Fernando Salvadores
- 1956 (Ignis - Varese/Girardengo - ICEP)

2ª tappa Trofeo Mallorca (Palma de Mallorca, cronosquadre)
- 1957 (Faema - Guerra)

Criterium di Elda
Criterium di Murcia
Criterium di Orihuela
- 1958 (Faema - Guerra - Clément)

Campionati spagnoli, Prova in salita

## Piazzamenti

### Grandi giri
- Giro d'Italia

1952: 35º
1953: 29º
1954: 38º
1955: 28º
1956: 38º
1957: 55º
- Tour de France

1949: ritirato (5ª tappa)
1951: 9º
1952: 3º
1954: 18º
1955: 22º
1956: 70º
1957: 24º
1958: 55º
- Vuelta a España

1945: 22º
1946: 13º
1948: vincitore
1950: 4º
1955: 14º
1956: 31º
1957: 3º
1958: 26º

### Classiche monumento
- Milano-Sanremo

1949: 104º
- Parigi-Roubaix

1953: ritirato

### Competizioni mondiali
- Campionati del mondo

Lugano 1953 - In linea: 23º
Solingen 1954 - In linea: 19º
Frascati 1955 - In linea: ritirato